# Eulophia macrobulbon
Eulophia macrobulbon är en orkidéart som först beskrevs av C.S.P.Parish och Heinrich Gustav Reichenbach, och fick sitt nu gällande namn av Joseph Dalton Hooker. Eulophia macrobulbon ingår i släktet Eulophia och familjen orkidéer. Inga underarter finns listade i Catalogue of Life.